# Chérubin
Chérubin è un'opera (comédie chantée) in tre atti di Jules Massenet su un libretto francese di Francis de Croisset e Henri Caïn dall'omonimo dramma di de Francis de Croisset. Fu eseguita per la prima volta all'Opéra de Monte-Carlo il 14 febbraio 1905, con Mary Garden nel ruolo principale.
La storia è un'appendice spensierata alle opere su Figaro di Beaumarchais, con l'azione che si svolge subito dopo quella di Le nozze di Figaro e immagina festeggiamenti in occasione del primo incarico militare di Chérubin e del suo diciassettesimo compleanno. Segue una rissa farsesca, provocata da Chérubin che brama ognuno dei personaggi femminili e suscita una confusione generale.

## Storia delle esecuzioni
Il pezzo contiene alcuni dei più scintillanti e affascinanti brani musicali di Massenet e ha prodotto alcuni revival contemporanei oltre a numerose registrazioni dal 1980. Il Royal Opera House di Londra lo ha presentato per la prima volta il 14 febbraio 1994 in una produzione con Susan Graham nel ruolo principale. Lo spettacolo è anche stato trasmesso.

## Ruoli

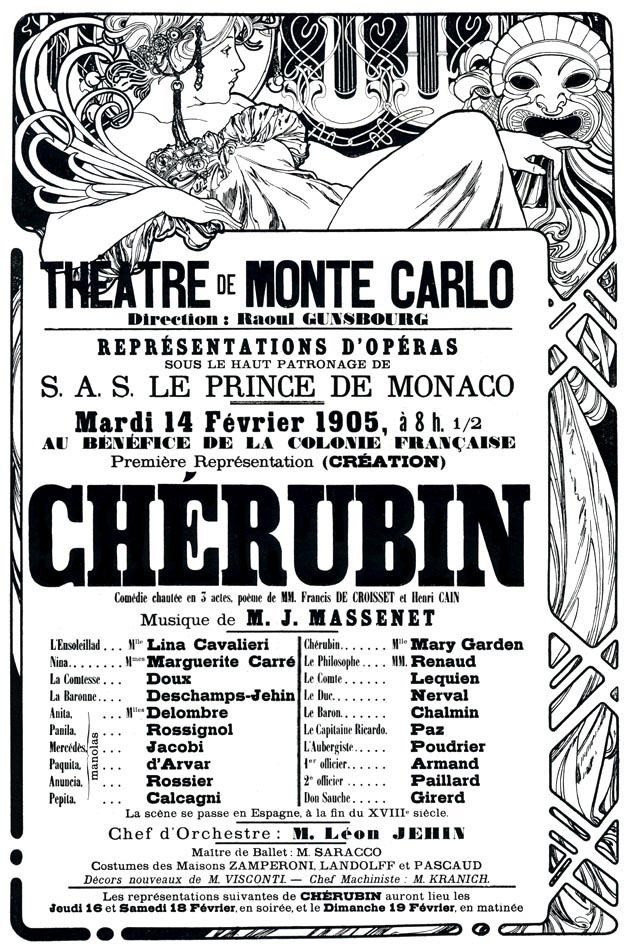
Locandina della première, elenco del cast

| Ruolo                                                                   | Registro vocale | Cast della prima, 14 febbraio 1905 (Direttore: Léon Jehin) |
| ----------------------------------------------------------------------- | --------------- | ---------------------------------------------------------- |
| Chérubin                                                                | soprano lirico  | Mary Garden                                                |
| Il filosofo                                                             | basso           | Maurice Renaud                                             |
| L'Ensoleillad                                                           | soprano         | Lina Cavalieri                                             |
| Nina                                                                    | soprano         | Marguerite Giraud-Carré                                    |
| Il conte                                                                | baritono        | Henri-Alexandre Lequien                                    |
| La contessa                                                             | soprano         | Doux                                                       |
| Il barone                                                               | baritono        | Victor Chalmin                                             |
| La baronessa                                                            | mezzosoprano    | Blanche Deschamps-Jéhin                                    |
| Il duca                                                                 | tenore          | Nerval                                                     |
| Capitan Ricardo                                                         | tenore          | Paz                                                        |
| L'albergatore                                                           | baritono        | Poudrier                                                   |
| Ufficiale                                                               | basso           | Krupeninck                                                 |
| Coro: Manole, Soldati, Servi, Viaggiatori, Signori, Signore; ballerini. |                 |                                                            |

## Trama

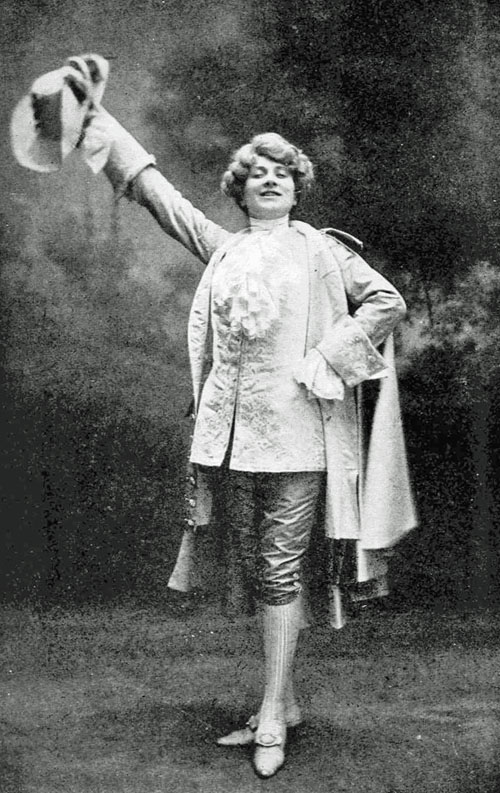
Mary Garden nel ruolo principale, nella première

### Atto 1
Chérubin, il giovane paggio del conte Almaviva, ha appena ricevuto una ingaggio nell'esercito. Il filosofo, insegnante di Chérubin, annuncia ai servi che ci saranno celebrazioni per festeggiare questo evento. Il duca e il barone rivelano che Chérubin ha invitato alla festa il famoso ballerino spagnolo L'Ensoleillad. Nina, la domestica della contessa, confessa al filosofo di amare Chérubin.
Arriva Chérubin, salutando gli uomini, baciando le mani delle donne e facendo scivolare segretamente una lettera d'amore alla contessa. Quando gli ospiti partono per festeggiare, Chérubin dice al filosofo che è innamorato sia di L'Ensoleillad che della contessa. Improvvisamente, il conte si precipita dentro e minaccia di uccidere Chérubin perché ha appena scoperto la lettera d'amore segreta dal paggio alla Contessa. Nina salva la vita del paggio essendo in grado di recitare tutti i versi della lettera d'amore e afferma che in realtà è stata scritta a lei. Stupefatto ma calmato, il conte si scusa con la Contessa e tornano al banchetto. Il filosofo rimane per sentire Chérubin proclamare ancora una volta che ama sia L'Ensoleillad che la Contessa.

### Atto 2
In una locanda non lontana dal castello del Conte, i viaggiatori in arrivo discutono con il locandiere sulla sicurezza delle camere per la notte, lamentandosi della scarsa qualità delle strutture. Perfino la Contessa e la Baronessa non sono contente di ciò che hanno ricevuto. Presto arrivano ufficiali e vogliono celebrare il recente ingaggio di Chérubin. Quando arriva Chérubin, flirta con l'amante del Capitan Ricardo e Ricardo sfida Chérubin a duello. L'improvviso arrivo di L'Ensoleillad rimanda il duello, ma non per molto. Ricardo e Chérubin iniziano a combattere, quando il filosofo interviene e stabilisce una tregua. Gli ufficiali se ne vanno. Chérubin seduce con successo L'Ensoleillad.
Chérubin si trova fuori dal balcone di L'Ensoleillad, che si trova accanto ai balconi della Contessa e della Baronessa, e la fa serenata. Ognuna delle tre donne pensa che la canzone di Chérubin sia davvero indirizzata a lei, e ognuna gli fa cadere un ricordo. Il duca, il conte e il barone scoprono che Chérubin va dietro alle loro mogli e diventano furiosi. Vengono fuori dal nascondiglio e sfidano Chérubin a dare loro soddisfazione. Chérubin fugge.

### Atto 3
Fuori dalla locanda Chérubin si prepara per i tre duelli che lo attendono e scrive le sue ultime volontà. Il filosofo arriva e gli dà una lezione pratica su diverse tecniche di combattimento, ma viene interrotto dall'oste, che è inorridito nel vedere il combattimento. La contessa e la baronessa vengono dalla locanda in cerca di Chérubin, determinate a scoprire a chi stava facendo la serenata la notte precedente. Egli confessa loro che in realtà era L'Ensoleillad a fare la serenata. Soddisfatti della spiegazione, il Conte e il Barone annullano i rispettivi duelli, ma Chérubin si ritrova col cuore spezzato vedendo L'Ensoleillad lasciare la locanda tutto allegro e senza nemmeno riconoscerlo.
Alla fine, quando Nina arriva e dice a Chérubin che entrerà in un convento perché lui non la ama tanto quanto lei ama lui, Chérubin si rende conto degli errori che ha fatto e che lei è la donna giusta per lui. La convince a stare con lui perché è lei che ama veramente. Anche il duca cancella il suo duello con Chérubin quando il paggio annuncia a lui e a tutti il suo amore per Nina.

## Arie più note
- Atto 1 - Chérubin: "Je suis gris!" ("Sono ubriaco!")
- Atto 1 - Nina: "Lorsque vous n'aurez rien à faire" ("Quando non hai niente da fare")
- Atto 3 - L'Ensoleillad: "Vive amour qui rêve, embrasse, et fuit" ("Lunga vita all'amore che sogna, abbraccia e fugge")

## Incisioni
- Chérubin, with Frederica von Stade, June Anderson, Samuel Ramey and Dawn Upshaw, conducted by Pinchas Steinberg (RCA 09026-60593-2, 1991). For details, see here.
- Chérubin, with Patrizia Ciofi, Michelle Breedt, Paul Curron conducting Orchestra and Chorus Teatro Lirico di Cagliari, Dynamic 2006 DVD live performance.[5]